# Chetriș (okręg Bacău)
Chetriș – wieś w Rumunii, w okręgu Bacău, w gminie Tamași. W 2011 roku liczyła 765 mieszkańców.